# Limni Plastira
Limni Plastira (Grieks: Λίμνη Πλαστήρα) is sedert 2011 een fusiegemeente (dimos) in de Griekse bestuurlijke regio (periferia) Thessalië.
De twee deelgemeenten (dimotiki enotita) van de fusiegemeente zijn:
- Nevropoli Agrafon (Νευρόπολη Αγράφων)
- Plastiras (Πλαστήρας)